# Singletó
En matemàtiques, un singletó, també conegut com un conjunt unitari, és un conjunt amb exactament un element. Per exemple si {\displaystyle a} és un únic element, aleshores a {\displaystyle \{a\}} l'anomenem singletó de {\displaystyle a}.
El terme també s'utilitza per a 1-tupla (una seqüència amb un membre).

## Conceptes
En el marc de la teoria de conjunts de Zermelo-Fraenkel (ZFC), l'axioma de la regularitat garanteix que cap conjunt és un element de si mateix. Això implica que un singletó és necessàriament diferent de l'element que conté, de manera que 1 i {1} no són el mateix, i el conjunt buit és independent del conjunt que conté el conjunt buit. Un conjunt com {{1, 2, 3}} és un singletó, ja que conté un únic element (que en si mateix és un conjunt, però no un singletó).
Un conjunt és un singletó si i només si la seva cardinalitat és 1. En la construcció dels nombres naturals, el número 1 es defineix com el singletó {{\displaystyle \varnothing }}.
En la teoria de conjunts axiomàtics, l'existència de singletons és conseqüència de l'axioma del parell: per a qualsevol conjunt A, l'axioma aplicat a A i A afirma l'existència de {A, A}, que és el mateix que el singletó {A} (ja que conté A, i cap altre conjunt, com a element).
Si A és qualsevol conjunt i S és qualsevol singletó, llavors existeix precisament una funció d'A a S, la funció que envia cada element d'A a l'únic element de S. Així, cada singletó és un objecte terminal en la categoria de conjunts.
Un singletó té la propietat que cada funció d'ella a qualsevol conjunt arbitrari és injectiva. L'únic conjunt que no és singletó amb aquesta propietat és el conjunt buit.
La seqüència sencera del nombre de Bell representa la quantitat de particions d'un conjunt (OEIS A000110); si els singletons estan exclosos, llavors els números són més petits (OEIS A000296).

## Propietats
- Per a qualsevol conjunt {\displaystyle E}, només hi ha una aplicació de {\displaystyle E} en un singletó, o totes les aplicacions de {\displaystyle E} en un singletó és un singletó.

- Un element {\displaystyle x} pertany a un singletó si i només si és igual a l'element d'aquest singletó

{\displaystyle (x\in \{a\})\Leftrightarrow (x=a)}.
- Els singletons {\displaystyle \{a\}} i {\displaystyle \{b\}} són iguals si i només si els seus respectius elements són iguals.

{\displaystyle (\{a\}=\{b\})\Leftrightarrow (a=b)}.
- Dos singletons {\displaystyle \{a\}} i {\displaystyle \{b\}} són disjunts si i només si els seus respectius elements {\displaystyle a} i {\displaystyle b} són diferents, el que significa que els singletons disjunts són els diferents singletons.

{\displaystyle (\{a\}\cap \{b\}=\emptyset )\Leftrightarrow (a\neq b)\Leftrightarrow (\{a\}\neq \{b\})}.
- El cardinal d'un singletó és 1.

## En la teoria de categories
Les estructures construïdes en singletons sovint serveixen com a objectes terminals o objectes zero de diverses categories:
- L'afirmació anterior mostra que els conjunts singletó són precisament els objectes terminals de la categoria conjunt de conjunts. Cap altre conjunt és terminal.
- Qualsevol singletó admet una estructura espacial topològica única (tots dos subconjunts estan oberts). Aquests espais topològics singletó són objectes terminals en la categoria d'espais topològics i funcions contínues. Cap altre espai és terminal en aquesta categoria.
- Qualsevol singletó admet una estructura de grup única (l'únic element que serveix com a element neutre). Aquests grups singletó són zero objectes en la categoria de grups i homomorfismes de grups. Cap altre grup és terminal en aquesta categoria.

## Definició per a funcions característiques
Fem que {\displaystyle S} sigui una classe definida per una funció característica
{\displaystyle b:X\to \{0,1\}}.
Llavors {\displaystyle S} s'anomena singletó si i només si hi ha alguna y ∈ X tal que per a tot x ∈ X, 
{\displaystyle b(x)=(x=y)}.
Tradicionalment, aquesta definició va ser introduïda per Whitehead i Russell juntament amb la definició del nombre natural 1, com 
{\displaystyle 1\ {\overset {\underset {\mathrm {def} }{}}{=}}\ {\hat {\alpha }}\{(\exists x).\alpha =\iota \jmath x\}}, on {\displaystyle \iota \jmath x\ {\overset {\underset {\mathrm {def} }{}}{=}}\ {\hat {y}}(y=x)}.

## Exemples
- {\displaystyle \{\pi \}} és un singletó de nombres reals.
- {\displaystyle \{\cos \}} és un singletó de funcions.
- {\displaystyle \{\{1\}\}} és un singletó del conjunt d'enters, i no s'ha de confondre amb {\displaystyle \{1\}} que és un singletó d'enters.

## Possible confusió
En mecànica dels sòlids, els torsors es destaquen entre claus. Així, {\displaystyle \{{\mathcal {T}}\}} significa un torsor estàtic, no el singletó que conté l'element {\displaystyle {\mathcal {T}}}. Igualment, en el context {0} significa torsor nul i no pas el singletó zero.